# الأخبار المجموعة في فتح الأندلس
الأخبار المجموعة في فتح الأندلس هو كتاب تاريخ مجهول عن الأندلس جُمع في العقد الثاني من القرن الحادي عشر ولم يُحفظ إلا في مخطوطة واحدة، موجودة الآن في المكتبة الوطنية الفرنسية. يرجع تاريخ أجزاء من هذه المخطوطة إلى القرنين الثامن والتاسع، وهو حتى الآن أقدم تاريخ عربي معروف للأندلس، وتغطي الفترة من الفتح الإسلامي للأندلس (711) حتى عهد الخليفة عبد الرحمن الناصر لدين الله (929-961). يُسمى الكتاب أحيانًا بمجهول باريس، نسبة إلى موطن حفظ المخطوطة، أو مجهول قرطبة، نسبة إلى موطنها المفترض.
روى الكتاب أحداثًا منها كيف سار جيش من عشرة آلاف رجل بقيادة رجل يدعى بلج إلى الأندلس لدعم الأمير الأموي عبد الرحمن الداخل أثناء الثورة العباسية. وبرأي معظم الباحثين الأوروبيين، يرون أن القصة هي استعارة من كتاب أناباسيس لإكسينوفون. وعلى نحو مماثل، يرون أن أحداث البداية هي استعارة من المؤلف المجهول للتاريخ الروماني، مثل اختطاف لذريق لابنة الكونت يليان الغماري، والتي ينسبون الشبه لمصادر كلاسيكية أخرى، وهي الإنيادة والإلياذة. وبجانب هذه الشكوك، فإن مجموعة الأخبار خالية عمومًا من الأساطير. على النقيض من هذه الآراء، يرى المؤرخ الإسباني رامون مينينديز بيدال أن المؤلف المجهول كان يهدف بوضوح إلى الدقة التاريخية فأخباره الأخرى تتطابق مع الكتب الموثوقة، ولذلك يجب أن يكون موضع ثقة بشكل عام، حتى في الحلقة المشكوك فيها عند الأوروبيين لابنة الكونت يليان الغماري. إن مجموعة الأخبار لا تذكر اليهود فيما يتعلق بالفتح الإسلامي للأندلس.
ربما كان أبو غالب تمام بن علقمة [الإنجليزية] (توفي عام 811) مصدرًا مهمًا لقسم كبير من كتاب الأخبار عُنون بالسجل الشامي، والذي يغطي الفترة 741-788.

## إصدارات
- جيمس، ديفيد. تاريخ الأندلس المبكرة: مجموعة الأخبار. دراسة للمخطوطة العربية الفريدة في المكتبة الوطنية الفرنسية، باريس، مع ترجمة وملاحظات وتعليقات. لندن ونيويورك: روتليدج، 2012.
- لافوينتي والكانتارا، إميليو.  اجبار مشمواع: وقائع مجهولة من القرن الحادي عشر. ولدت لأول مرة. مدريد، 1867.

## قراءة إضافية
- سانتشث ألبورنوث. 'الأخبار المجموعة: أسئلة تاريخية يثيرها الكتاب. بوينس آيرس، 1944.